# محمية سيوة
محمية سيوة أعلنت محمية طبيعية في عام 2002، تقع في الصحراء الغربية على بعد 820 كيلومترا جنوب غرب القاهرة قرب الحدود المصرية الليبية وتنخفض المحمية 18 مترا تحت سطح البحر. وتبلغ مساحة المحمية حوالي 7800 كيلومتر مربع، بينما تبلغ مساحة واحة سيوة 55 الف كيلومتر مربع. والمناخ هناك قاري حار صيفا وبارد ممطر شتاء.
تنقسم المحمية إلى ثلاث قطاعات :-
- القطاع الأوسط يتمثل في منطقة بئر واحد المساحة 100كم مربع.
- القطاع الشرقي مساحته 6000كم مربع ويتمثل في مناطق (الجارة-تبغبغ-أم الكتاتين-لعرج-البحرين-نواميسة-ستره) .
- القطاع الغربي يتمثل في مناطق(شياطة-الجربة-أم الغزلان-قيقب) ومساحتها 1700كم مربع.

## التنوع الحيوي

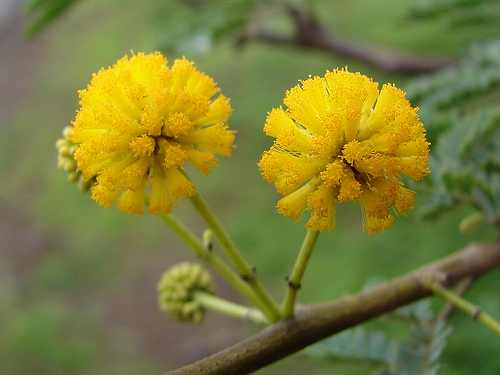
السنط العربي

تتميز المحمية بالتنوع البيولوجى الفريد من تكوينات جيولوجية من أراضى رطبة وكثبان رملية وهضاب وبحيرات يجتمع عليها الكثير من الطيور المهاجرة للراحة والتزود بالغذاء. ويوجد في المحمية أكثر من 40 نوع من النباتات الرعوية والطبية وغيرها من نباتات تثبيت الرمال علاوة على أشجار السنط والأثل وأشجار الطلح وحيوانات برية ثديية منها أنواع نادره مهددة بالانقراض ومن الثديات الكبيرة يوجد الغزال الأحمر الذي يمكن ملاحظته في أماكن عديدة وتمثل المحمية الملاذ الأخير للغزال الأبيض كما تم رصد وجود الفهد الصياد قرب منخفض القطارة، ويوجد أيضاَ 32 نوع من الزواحف و164 نوع من الطيور بالإضافة إلى أعداد كبيرة من اللافقاريات والحشرات.
وتوجد بالمحمية ينابيع مياه وبحيرات وآبار مياه عذبة ساعدت على زراعة كثير من النباتات الأقتصادية والأشجار المثمرة التي تنمو في بيئة نقية خالية من التلوث لذلك تجد لها سوقا رائجة للتصدير. والواحة بها نحو 400 الف نخلة و70 الف شجرة زيتون.

## أهمية المحمية

رسوم جدارية داخل مقبرة سى آمون

لواحة سيوة أهمية تاريخية تعود إلى العصر الفرعوني القديم وبها آثار هيكل آمون الذي وقف عنده الإسكندر الأكبر عام 331 قبل الميلاد وتعتبر محمية سيوة منطقة جذب سياحي وهي تتميز بإنتاجها الزراعي الذي يصدر معظمه إلى الخارج مثل التمور والكركديه والنعناع وزيت الزيتون بالإضافة إلى مياه نقية تباع تجاريا تحت اسم الواحة سيوة.

## العثور علي أكبر حوت في العالم
عثر الفريق الوطني للحفريات بقطاع حماية الطبيعة بوزارة البيئة بالتعاون مع جامعة ميتشجان علي أكبر حوت في العالم بمحمية سيوة من نوع سيتويد يرجع عمره إلي نحو73 مليون سنة.الفريق سجل موقعا حفريا تضم 3 أنواع مختلفة من الحيتان وعرائس بحر وسلاحف بحرية عملاقة لم تسجل من قبل وثعابين مائية واسنان سمك القرش. تم أيضا العثور علي منطقة أسلاف الفيلة وهي كائنات تعيش علي اليابسة مما يعد اكتشافا مهما جدا يترتب عليه تصحيح الخريطة الجيولوجية بمصر.
العديد من الحفريات بمحمية سيوة التي تم العثور عليها, وهي مطابقة لتلك الموجودة بوادي الحيتان تضم حيتان الباسيلوسورس وعرائس البحر وتماسيح وسلاحف بحرية واسماك قرش وقنافذ البحر وقواقع النيوتلس, كما تم العثور علي مواقع مهمة بالقرب من منطقة الجارة وهي حفريات لحيتان ضخمة من نوع سيتيوديس.

## معرض صور

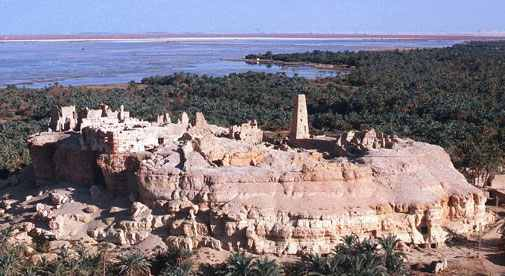
منظر جوي لواحة سيوة
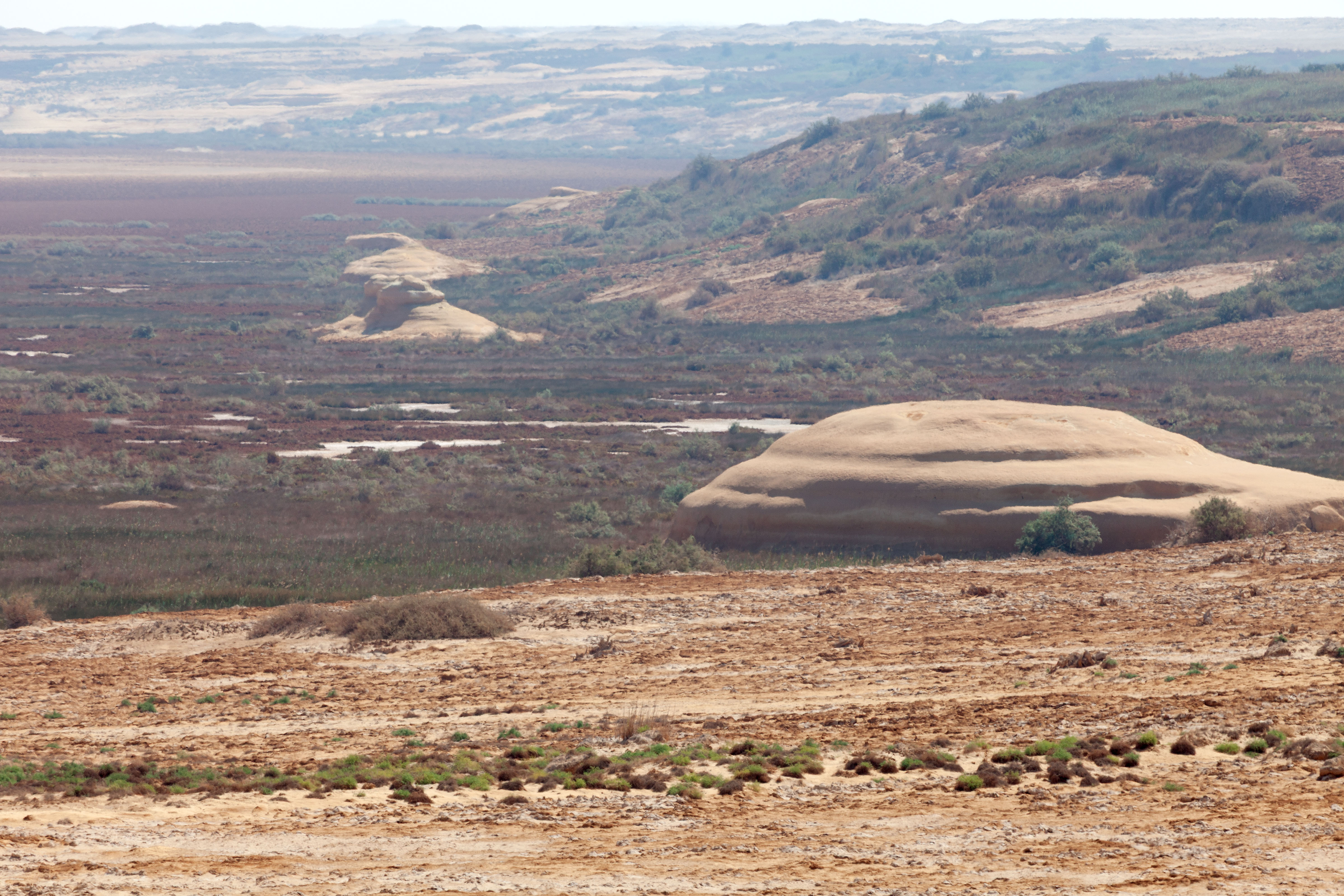
تبغبغ اكتشف بها متحجرات لحيتان
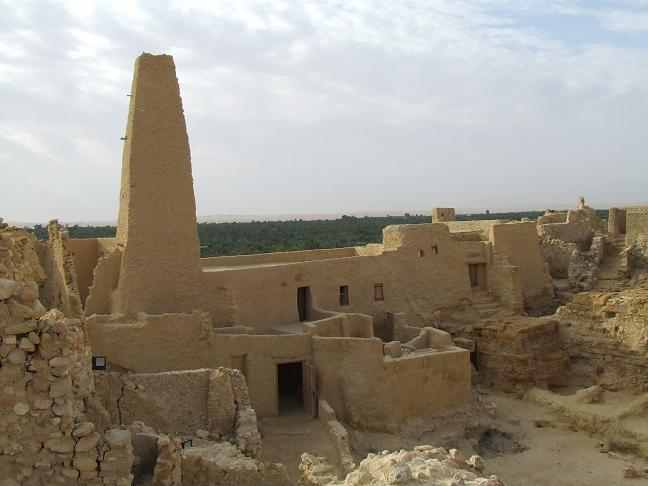
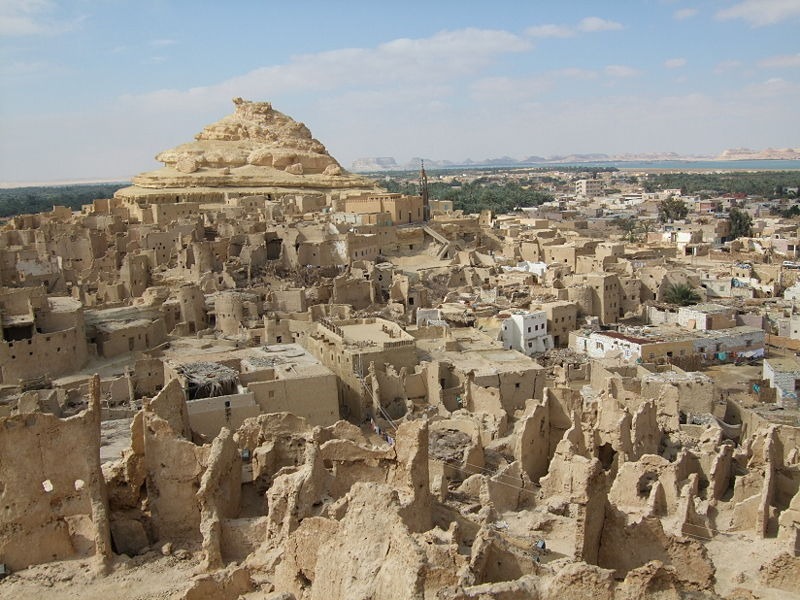
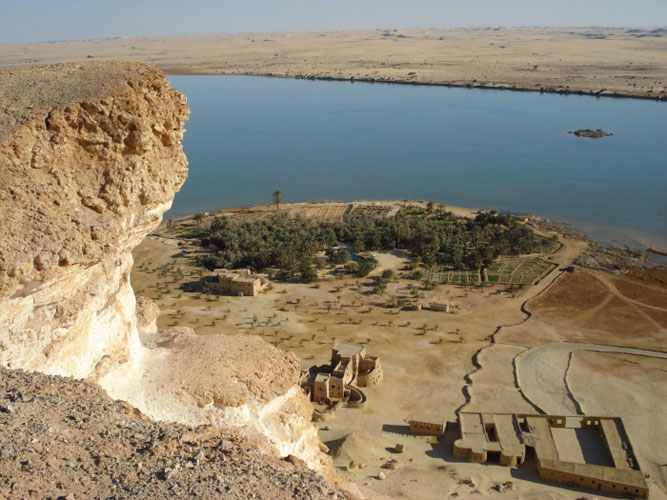
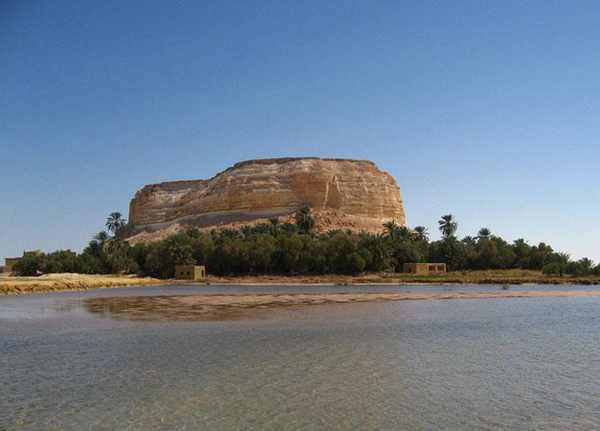
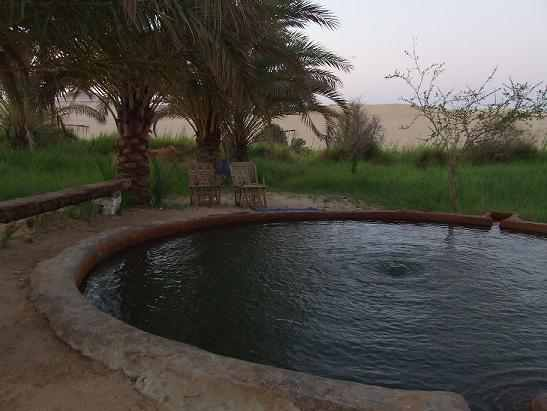
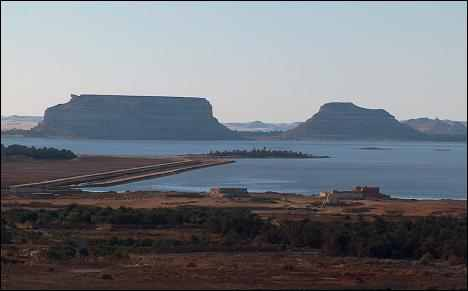
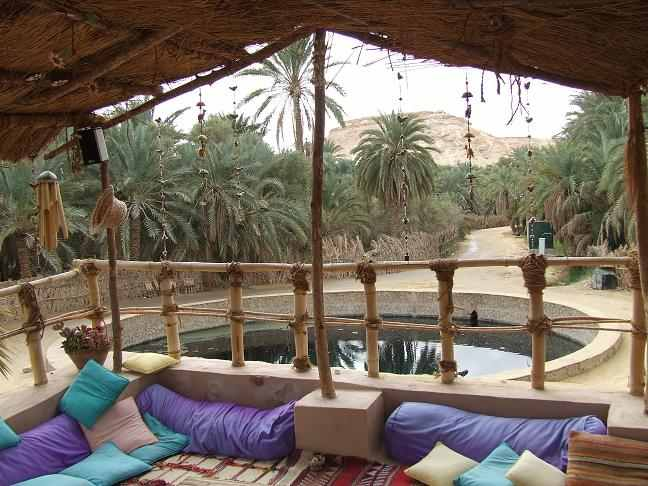
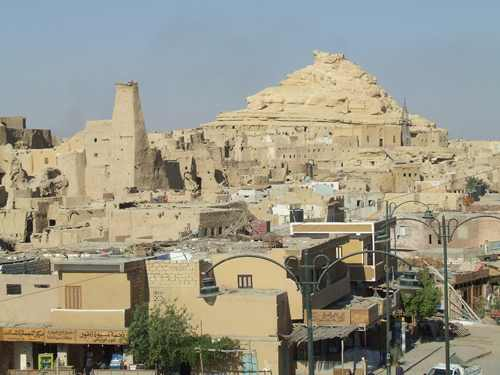
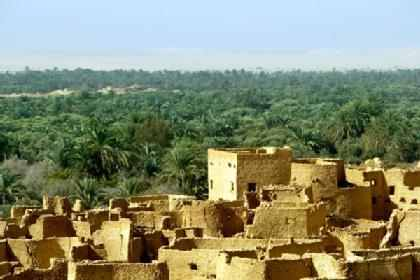
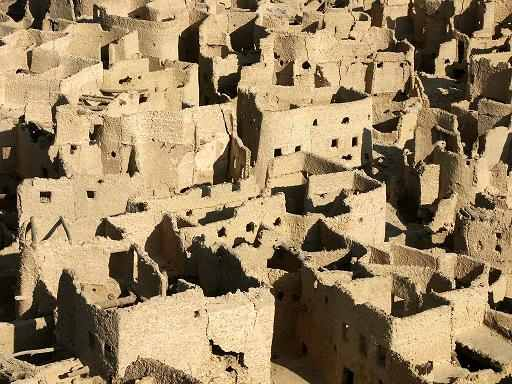